# Böhlen (Turíngia)
Böhlen é uma vila e antigo município da Alemanha, localizado no distrito de Ilm-Kreis, estado da Turíngia. 
Atualmente, forma parte do município de Großbreitenbach.